# Giudice dell'udienza preliminare
Il giudice dell'udienza preliminare (in acronimo GUP) in Italia è la figura preposta a decidere, durante l'udienza preliminare, sulla richiesta del pubblico ministero di rinviare a giudizio l'indagato. 
Questa figura venne introdotta con l'approvazione del nuovo codice di procedura penale di cui al DPR 22 settembre 1988, n. 447 e presiede l'udienza preliminare.

## Funzione
Valuta le prove raccolte nella fase delle indagini preliminari e se le ritiene sufficienti dispone il decreto di rinvio a giudizio (dinanzi ad un giudice diverso) per la successiva fase del dibattimento, altrimenti decide con sentenza di non luogo a procedere.

## Il ruolo nei riti speciali
Il GUP decide sulla proposta di patteggiamento (nel qual caso emette sentenza ricorribile solo in Cassazione) e decide nel merito qualora l'imputato chieda che si proceda nelle forme del rito abbreviato.

## Poteri
Può emettere sentenza di non luogo a procedere se in presenza di una causa di estinzione del reato, in presenza di una causa per la quale l'azione penale non doveva essere iniziata o proseguita, se il fatto non è previsto dalla legge come reato, se il fatto non sussiste o se l'imputato non lo ha commesso o se il fatto non costituisce reato.
Ha la facoltà di emettere un decreto che dispone il rinvio a giudizio, contenente generalità, indicazioni, termini di comparizione.
Se un giudice ha valutato le prove come giudice dell'udienza preliminare, e ha disposto il giudizio (es.: per il sig. Tizio imputato di danneggiamento) non può poi far parte del collegio giudicante che deciderà sulla colpevolezza o innocenza dell'imputato (sempre il sig. Tizio). Ciò non toglie che potrà partecipare ad un processo che vede lo stesso imputato (es. sempre il signor Tizio) ma che sia imputato per un reato diverso (ad esempio per rapina invece che per danneggiamento).

## Riferimenti normativi
- Codice di procedura penale